# Aeródromo de Mina Hércules
El Aeródromo de Mina Hércules (Código OACI: MM68 – Código DGAC: HRC) es un pequeño aeropuerto privado ubicado al este de la localidad de Hércules en el municipio de Sierra Mojada y es operado por Minera del Norte S.A de C.V. Cuenta con 2 pistas de aterrizaje: una de asfalto de 1,970 metros de largo y 18 metros de ancho y otra de tierra de 1,400 metros de largo y 22 metros de ancho. El aeródromo cuenta además con una plataforma de aviación de 30 m x 50 m (1,500 metros cuadrados) así como un pequeño edificio terminal.